# Rue Camille-Bombois
Pour les articles homonymes, voir Camille Bombois et Bombois.
La rue Camille-Bombois est une voie du 20e arrondissement de Paris, en France.

## Situation et accès
La rue Camille-Bombois est une voie publique située dans le 20e arrondissement de Paris. Elle débute au 19, boulevard Mortier et se termine au 44, rue Irénée-Blanc.
Cette rue comporte un escalier descendant vers le boulevard Mortier.

## Origine du nom
Elle porte le nom du peintre naïf Camille Bombois (1883-1970).

## Historique
Cette voie publique fait partie du lotissement Campagne à Paris.
La voie est classée dans la voirie parisienne par un arrêté municipal du 4 décembre 1991 sous le nom provisoire de « voie BW/20 » et prend sa dénomination actuelle par un autre arrêté municipal du 12 décembre 1994.